# Luis López Rekarte
Luis María López Rekarte (ur. 26 marca 1962 w Mondragón) – piłkarz hiszpański grający na pozycji bocznego obrońcy. W swojej karierze 4 razy wystąpił w reprezentacji Hiszpanii. Jest bratem Aitora, byłego zawodnika Realu Sociedad i jednokrotnego reprezentanta Hiszpanii.

## Kariera klubowa
Karierę piłkarską López Rekarte rozpoczął w klubie UD Aretxabaleta. Następnie podjął treningi w Deportivo Alavés. W 1980 roku stał się członkiem pierwszego zespołu, a następnie zadebiutował w nim w rozgrywkach Segunda División. W 1983 roku spadł z Alavés do Segunda División B. W 1985 roku odszedł do Realu Sociedad z miasta San Sebastián. 30 sierpnia 1985 zadebiutował w Primera División w zremisowanym 1:1 domowym spotkaniu z Celtą Vigo. 11 stycznia 1986 w meczu z UD Las Palmas (6:0) strzelił swojego pierwszego gola w pierwszej lidze Hiszpanii. W 1987 roku zdobył z Realem Sociedad Puchar Króla.
Latem 1988 López Rekarte przeszedł z Realu Sociedad do FC Barcelona, prowadzonej przez Johana Cruyffa. W Barcelonie swój debiut zanotował 2 września 1988 w meczu z Espanyolem Barcelona (2:0). W sezonie 1988/1989 dotarł z Barceloną do finału Pucharu Zdobywców Pucharów. W nim, rozegranym przeciwko Sampdorii (2:0), zagrał w pierwszym składzie i zdobył gola ustalającego wynik spotkania na 2:0 dla Barcelony. W 1990 roku zdobył z Barceloną Puchar Króla, a w 1991 roku wywalczył swoje jedyne w karierze mistrzostwo kraju.
W 1991 roku López Rekarte odszedł z Barcelony do Deportivo La Coruña, w którym zadebiutował 30 sierpnia 1991 w meczu z Valencią (1:2). W 1995 roku zdobył z Deportivo swój trzeci Puchar Króla, a następnie także Superpuchar Hiszpanii. W 1996 roku przeszedł do drugoligowego RCD Mallorca, w którym po sezonie gry zakończył karierę.
| Sezon   | Klub                | Kraj      | Rozgrywki          | Mecze | Bramki |
| ------- | ------------------- | --------- | ------------------ | ----- | ------ |
| 1980/81 | Deportivo Alavés    | Hiszpania | Segunda División   | ?     | ?      |
| 1981/82 | Deportivo Alavés    | Hiszpania | Segunda División   | ?     | ?      |
| 1982/83 | Deportivo Alavés    | Hiszpania | Segunda División   | ?     | ?      |
| 1983/84 | Deportivo Alavés    | Hiszpania | Segunda División B | ?     | ?      |
| 1984/85 | Deportivo Alavés    | Hiszpania | Segunda División B | ?     | ?      |
| 1985/86 | Real Sociedad       | Hiszpania | Primera División   | 26    | 1      |
| 1986/87 | Real Sociedad       | Hiszpania | Primera División   | 33    | 0      |
| 1987/88 | Real Sociedad       | Hiszpania | Primera División   | 33    | 1      |
| 1988/89 | FC Barcelona        | Hiszpania | Primera División   | 25    | 0      |
| 1989/90 | FC Barcelona        | Hiszpania | Primera División   | 21    | 0      |
| 1990/91 | FC Barcelona        | Hiszpania | Primera División   | 13    | 0      |
| 1991/92 | Deportivo La Coruña | Hiszpania | Primera División   | 25    | 1      |
| 1992/93 | Deportivo La Coruña | Hiszpania | Primera División   | 36    | 1      |
| 1993/94 | Deportivo La Coruña | Hiszpania | Primera División   | 30    | 1      |
| 1994/95 | Deportivo La Coruña | Hiszpania | Primera División   | 31    | 0      |
| 1995/96 | Deportivo La Coruña | Hiszpania | Primera División   | 27    | 2      |
| 1996/97 | RCD Mallorca        | Hiszpania | Segunda División   | 11    | 0      |

## Kariera reprezentacyjna
W reprezentacji Hiszpanii López Rekarte zadebiutował 27 stycznia 1988 roku w zremisowanym 0:0 towarzyskim spotkaniu z Niemiecką Republiką Demokratyczną. W kadrze narodowej grał tylko w 1988 roku i wystąpił w niej 4 razy.
| Mecze i gole w reprezentacji | Mecze i gole w reprezentacji | Mecze i gole w reprezentacji | Mecze i gole w reprezentacji | Mecze i gole w reprezentacji | Mecze i gole w reprezentacji | Mecze i gole w reprezentacji |
| #                            | Data                         | Stadion                      | Rywal                        | Wynik                        | Gol                          | Rozgrywki                    |
| 1988                         | 1988                         | 1988                         | 1988                         | 1988                         | 1988                         | 1988                         |
| ---------------------------- | ---------------------------- | ---------------------------- | ---------------------------- | ---------------------------- | ---------------------------- | ---------------------------- |
| 1.                           | 27.01.1988                   | Walencja, Hiszpania          | NRD                          | 0:0                          | 0                            | towarzyski                   |
| 2.                           | 24.02.1988                   | Sewilla, Hiszpania           | Islandia                     | 1:2                          | 0                            | towarzyski                   |
| 3.                           | 23.03.1988                   | Malaga, Francja              | Francja                      | 1:2                          | 0                            | towarzyski                   |
| 4.                           | 12.10.1988                   | Sewilla, Hiszpania           | Argentyna                    | 1:1                          | 0                            | towarzyski                   |

## Sukcesy
- Mistrzostwo Hiszpanii (1)

FC Barcelona: 1990/1991
- Puchar Zdobywców Pucharów (1)

FC Barcelona: 1988/1989
- Puchar Króla (3)

Real Sociedad: 1987, FC Barcelona: 1990, Deportivo: 1995
- Superpuchar Hiszpanii (1)

Deportivo: 1995